# ألفارو نيغريدو
ألفارو نيغريدو سانشيز (بالإسبانية: Álvaro Negredo Sánchez) (مواليد 20 أغسطس 1985 في مدريد - إسبانيا) لاعب كرة قدم إسباني سابق.
بدأ نيغريدو اللعب مع ريال مدريد كاستيا في عام 2007 تم انتقال اللاعب على سبيل الإعارة إلى نادي ألميريا الإسباني. وفي 2009، انتقل نيغريدو إلى نادي إشبيلية الإسباني وفي 2013 انتقل نيغريدو إلى نادي مانشستر سيتي الإنجليزي مقابل 27 مليون يورو وهو يلعب في مركز المهاجم.

## إحصائيات

### المنتخب الوطني
| المنتخب الوطني | السنة   | المشاركات | الأهداف |
| -------------- | ------- | --------- | ------- |
| إسبانيا        | 2009    | 4         | 2       |
| إسبانيا        | 2010    | 0         | 0       |
| إسبانيا        | 2011    | 3         | 3       |
| إسبانيا        | 2012    | 5         | 1       |
| إسبانيا        | 2013    | 9         | 4       |
| المجموع        | المجموع | 21        | 10      |

حتى آخر مباراة في 19 نوفمبر 2013

## وصلات خارجية
- BDFutbol profile
- = SEL National team data
- = 16523 Futbolme profile (بالإسبانية)
- ألفارو نيغريدو على موقع الاتحاد الدولي (مؤرشف)  (الإنجليزية)
- ألفارو نيغريدو على موقع الاتحاد الأوربي (الإنجليزية)
- ألفارو نيغريدو على موقع اتحاد تركيا (لاعب) (الإنجليزية)
- ألفارو نيغريدو على موقع قاعدة بيانات كرة القدم.إي يو (الإنجليزية)
- ألفارو نيغريدو على موقع ناشيونال فوتبول تيمز (الإنجليزية)
- ألفارو نيغريدو على موقع Soccerbase.com (لاعب) (الإنجليزية)
- ألفارو نيغريدو على موقع Soccerway.com (الإنجليزية)
- ألفارو نيغريدو على موقع عالم كرة القدم.نت (الإنجليزية)
- ألفارو نيغريدو على موقع AS.com (الإسبانية)